# TOW
BGM-71 TOW (Forkortelse fra Engelsk: Tube-launched, Optically tracked, Wire-guided missile) er et amerikansk panserværnsvåben, der også bruges i den danske hær. Systemet består af en udskydningsenhed med sigte og regneenhed, og et missil som styres fra udskydningsenheden via to kobbertråde som missilet spoler ud bag sig under færden. Skytten må følge målet med sigtet under hele færden, og missilet styres til at ramme der hvor sigtet til enhver tid peger.
TOW-missilerne gik i produktion i 1970 og er det mest udbredte panserværnsvåben i verden. De nuværende TOW-missiler kan gennemtrænge ethvert kendt panser, herunder det såkaldte Chobham-panser, der findes på den amerikanske M1A2 Abrams kampvogn.

## Historie
Missilerne blev udviklet af den amerikanske våbenfabrik Hughes fra 1963-1968 og var fra starten designet til at kunne bruges fra både køretøjer og helikoptere. I 1968 underskrev den amerikanske hær en kontrakt på produktion af systemet og fra 1970 blev systemet leveret til de amerikanske landstyrker. Da de blev indført erstattede BGM-71 TOW den rekylfri riffel M40 og det franske MGM-32 ENTAC missilsystem, der indtil da havde været i brug. Missilet erstattede også det ligeledes franske helikopter-bårne AGM-22B. I 1972 blev våbnet indsat i Vietnamkrigen som en del af XM26 våbensystemet til Bell UH-1B helikopteren som svar på Nordvietnams påskeinvasion. TOW-missilerne er løbende blevet opgraderet op til i dag; i 1978 kom en forbedret udgave af TOW-missilet, i 1983 kom TOW 2 og i 1987 kom TOW 2A/B.
TOW-missilerne blev indført i Danmark i 1974 monteret på Land Rover 88'ere. Det var en relativt simpel version af systemet kun med dagsigte. I 1984 blev TOW 2 indfaset i Danmark sammen med et termisk natsigte. Siden da har man i Danmark løbende opdateret softwaren på systemet, ligesom ammunitionstyperne også er forbedret, senest med et top-attack-missil, der eksploderer over kampvognen, hvor pansringen ikke er så kraftig. I 2000 blev de aldrende Land Rover 88'ere udskiftet med den amerikanske HMMWV af typen M1045A2, som er en af flere TOW-konfigurationer af HMMWV'en.
Hærens Flyvetjeneste anvendte også fire TOW-missiler fra deres Fennec-helikoptere. Efter at Hærens Flyvetjeneste blev nedlagt har Flyvevåbnet overtaget disse.
| Militær | Spire Denne artikel om militær er en spire som bør udbygges. Du er velkommen til at hjælpe Wikipedia ved at udvide den. |